# Henrik Gade Jensen
Henrik Gade Jensen (født 1959) er uddannet mag.art. i filosofi, §2 præst, tidligere projektleder ved CEPOS og samfundsdebattør. Han har fra 2012 været sognepræst i Gloslunde-Dannemare-Græshave-Tillitze-Arninge-Vestenskov-Kappel-Langø sogne (Rudbjerg Pastorat) i Lolland-Falsters Stift. Han .
Han er tidligere ekstern lektor ved de humanistiske og juridiske fakulteter på Københavns Universitet, undervisningsassistent ved RUC, særlig rådgiver i Kirkeministeriet. Har har været tilknyttet Kristeligt Dagblad, Berlingske og Politiken som fast kommentator og boganmelder på Jyllands-Posten. Sidstnævnte sted var han i seks år fra 2009 blogger og fra 2015-2017 desuden fast debattør ved Politiken og kronikør ved Dagbladet Børsen. Fra 2021 klummeskribent ved Information.
Medlem af Etisk Råd 2016-19, medlem af bestyrelsen for CEPOS 2016-18, medlem af formandskabet for Rådet for Børns Læring 2018-2021, formand for Monradselskabet siden 2018.

## Afskedigelsen som pressesekretær
Han var 2002-2003 pressesekretær (spindoktor) for daværende kirkeminister Tove Fergo, men blev fyret efter at han uretmæssigt i en artikel i Dagbladet Information blev beskyldt for højreekstremisme og nazi-forbindelser.
Avisen måtte efterfølgende udsende en beklagelse og betale Jensen 60.000 kroner.
David Trads, der i 2003 var Informations chefredaktør, undskyldte i 2012 på sin Facebook-profil: »Jeg undskylder hermed overfor Henrik Gade Jensen, at vi dengang bragte historien, og jeg undskylder, at jeg ikke tidligere har beklaget den, skulle det vise sig, grundløse anklage«.